# Departamento de Faro-Deo
Faro-Deo es un departamento de la región Adamawa de Camerún. En noviembre de 2005 tenía una población censada de 82 717 habitantes.
Está formado por los siguientes municipios:
- Galim-Tignère 25,739
- Kontcha 6,938
- Mayo-Baléo 15,873
- Tignère 34,167